# Moisdon-la-Rivière

Localització de Moisdon-la-Rivière

Moisdon-la-Rivière (en bretó Maezon-ar-Stêr) és un municipi francès, situat a la regió de país del Loira, al departament de Loira Atlàntic, que històricament va formar part de la Bretanya. L'any 2006 tenia 1.785 habitants. Limita amb Louisfert, Issé, La Meilleraye-de-Bretagne, Grand-Auverné, Petit-Auverné i Erbray.

## Demografia
| 1962                                       | 1968  | 1975  | 1982  | 1990  | 1999  |
| ------------------------------------------ | ----- | ----- | ----- | ----- | ----- |
| 1.673                                      | 1.810 | 1.842 | 1.807 | 1.810 | 1.733 |
| Des de 1962: població sense dobles comptes |       |       |       |       |       |

## Administració
| Període   | Identitat      | Partit |
| --------- | -------------- | ------ |
| 2001-2008 | Émile Marion   |        |
| 2008-     | André Lemaitre |        |